# Куртизанка
Куртиза́нка (фр. courtisane, итал. cortigiana, первоначально — «придворная») — женщина лёгкого поведения, вращающаяся в высшем свете, ведущая светскую жизнь и находящаяся на содержании богатых и влиятельных любовников.

## Термин
Для периода античности принято использовать термин «гетера». Также следует отличать куртизанок от содержанок и королевских фавориток. Классическими являются венецианские и римские куртизанки XV—XVI веков.
Вторая волна приходится на XIX век, который славился прекраснейшими «дамами полусвета», которые обычно, кроме того, работали актрисами или певицами.
Термин «куртизанка» часто использовался с целью испортить репутацию какой-либо могущественной женщины, поэтому, вероятно, не все те, кого современники наделяли этим названием, являлись таковыми.
Куртизанки делились на две основные категории:
- так называемые «честные»[3] куртизанки, итал. cortigiane «oneste»;
- куртизанки низшего класса — итал. cortigiane «di lume».

Последние ценились всего лишь немного выше обычных уличных проституток, тогда как куртизанок первой категории часто окружал романтический ореол чуть ли не наравне с королевскими фаворитками.
Основная характеристика «честных куртизанок» — cortigiane oneste — состояла в том, что они находились на содержании одного или нескольких богатых покровителей, как правило, выходцев из высшего сословия. «Честная» куртизанка имела свою определённую независимость и обладала свободой передвижения. Она была обучена правилам хорошего поведения, умела вести застольную беседу, а иногда являлась обладательницей высокой культуры и литературного таланта. (В этом плане cortigiane oneste — своеобразный итальянский аналог японской таю.)
В некоторых случаях куртизанки происходили не из низшего общества и даже были замужем, но их мужья находились на более низких ступенях социальной лестницы, чем их покровители. Не все куртизанки занимались сексом со своими покровителями. Известны случаи, когда те имели при себе девушек «на светский выход» и брали их для званых вечеров с собой.
Некоторые наиболее известные куртизанки состояли на государственном жаловании за то, что сообщали содержание приватных разговоров, представляющих интерес для шантажа и других целей.

## В популярной культуре

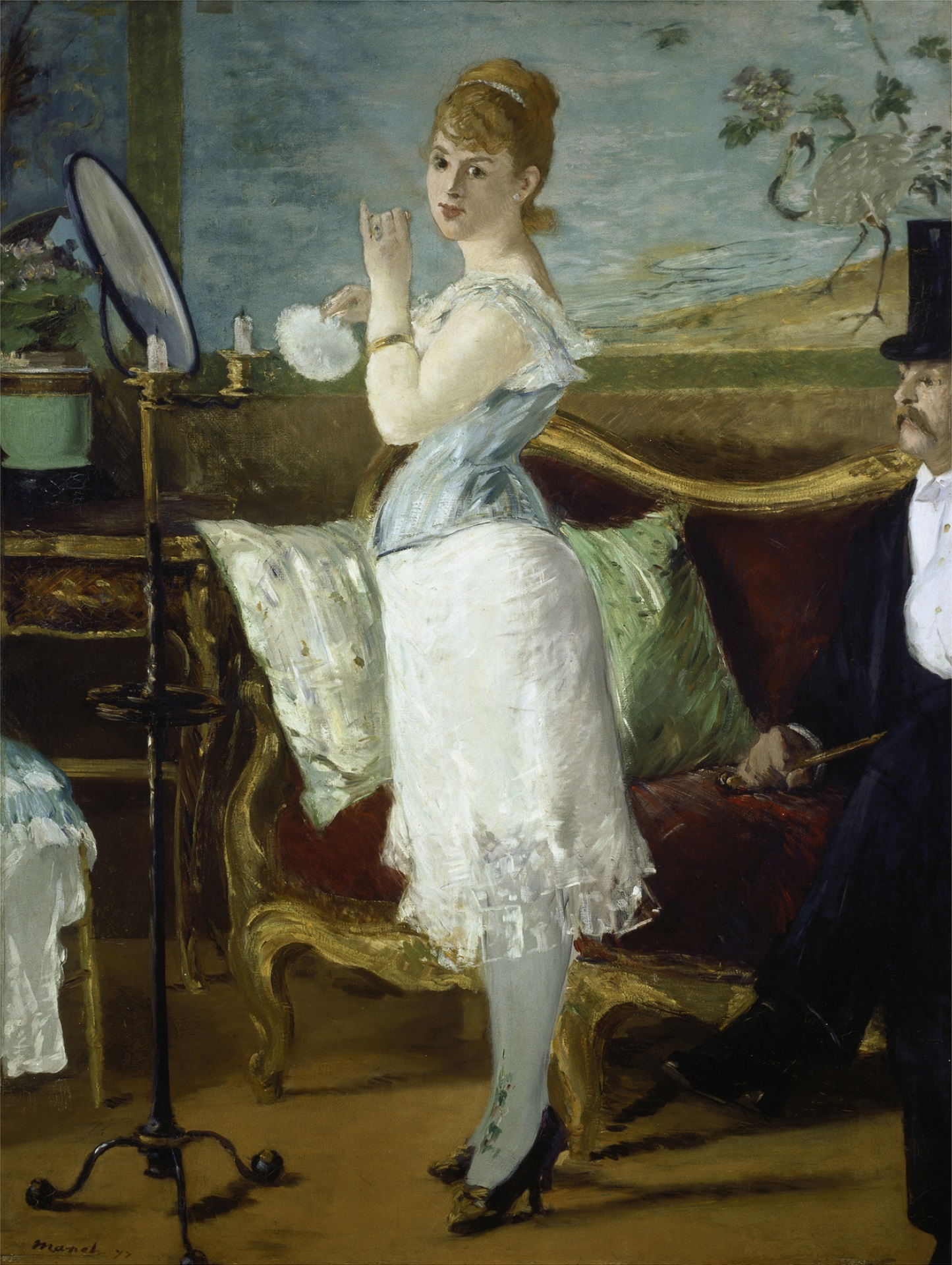
Нана. Эдуард Мане

Романисты нередко делали куртизанок героинями своих произведений.
- Один из романов французского классика Оноре де Бальзака, входящих в его цикл «Человеческая комедия», носит название «Блеск и нищета куртизанок» (1838—1847). Главная героиня произведения — куртизанка Эстер.
- Александр Дюма-сын посвятил куртизанкам роман «Дама с камелиями». Прообразом главной героини стала его любовница, известная парижская куртизанка Мари Дюплесси. На этот сюжет композитор Джузеппе Верди в 1853 году создал оперу «Травиата».
- Манон Леско в романе аббата Прево под названием «История кавалера де Гриё и Манон Леско» (1731). На этот сюжет композиторы Жюль Массне и Джакомо Пуччини создали одноимённые оперы «Манон» (1884) и «Манон Леско» (1893), хореограф Кеннет Макмиллан в 1974 году создал одноимённый балет.
- Марион Делорм в одноимённой пьесе Виктора Гюго.
- Нана в одноимённом романе Эмиля Золя.
- Сатин в исполнении Николь Кидман — в мюзикле «Мулен Руж!»
- Инара — куртизанка будущего в телесериале «Firefly».
- Вероника Франко в исполнении Кэтрин МакКормак в исторической мелодраме «Честная куртизанка».
- «Шери» — художественный фильм Стивена Фрирза, экранизация романа Колетт «1920-е».
- «Куртизанка» (1972) — индийская мелодрама.
- «Дорогая Умрао» (1981) и «Красавица Лакнау» (2006) — индийские мелодрамы, героиней которых стала известная индийская поэтесса, танцовщица и куртизанка XIX века Умрао-Джан-Ада.
- Амрапали (1966) — индийская историческая драма.
- Цикл романов Веры Камши «Отблески Этерны» — Марианна Капуль-Гизайль, простолюдинка, жена барона.
- Assassin's Creed II, Assassin's Creed: Brotherhood — видеоигры в жанре стелс-экшен от Ubisoft, где куртизанки являются одной из игровых фракций, помогают скрыться в толпе, мать и сестра главного героя также являются ими; Assassin's Creed IV: Black Flag — изменили название на танцовщиц, помогают скрыться в толпе.
- Куртизанки (2017) — британский телесериал.
- «Чистые» (2024) — российский сериал Фёдора Бондарчука о жизни куртизанок Санкт-Петербурга начала 20 века